# Чемер (Черниговская область)
Че́мер (укр. Че́мер) — село в Козелецком районе Черниговской области Украины. Население 1308 человек. Занимает площадь 5,965 км².
Код КОАТУУ: 7422089801. Почтовый индекс: 17036. Телефонный код: +380 46-46.

## Власть
Орган местного самоуправления — Чемерский сельский совет. Почтовый адрес: 17036, Черниговская обл., Козелецкий р-н, с. Чемер, ул. Шевченко, 32.

## Известные уроженцы
- Петренко, Алексей Васильевич (1938—2017) — советский и российский актёр театра и кино, народный артист РСФСР (1988). Лауреат Государственной премии России (2000).
- Турчин, Николай Павлович (1948—2017) — фотохудожник, член Национального Союза фотохудожников Украины (НСФХУ), глава Черниговского областного отделения Союза фотохудожников Украины.